# Hymeneliales
Hymeneliales S. Stenroos, Miądl. & Lutzoni  – rząd grzybów z klasy miseczniaków (Lecanoromycetes).

## Systematyka
Pozycja w klasyfikacji według Index FungorumHymeneliales, Ostropomycetidae, Lecanoromycetes, Pezizomycotina, Ascomycota, Fungi.
TaksonomiaWedług aktualizowanej klasyfikacji Index Fungorum bazującej na Dictionary of the Fungi jest to takson monotypowy zawierający jedną tylko rodzinę z kilkoma rodzajami:
- rodzina Hymeneliaceae Körb. 1855
  - rodzaj Hymenelia Kremp. 1852
  - rodzaj  Ionaspis Th. Fr. 1871
  - rodzaj Pachyospora A. Massal. 1852
  - rodzaj  Tremolechia Hertel 1977
  - rodzaj Tremolecia M. Choisy 1953

Nazwy naukowe na podstawie Index Fungorum.